# Kowalskie (województwo wielkopolskie)
Kowalskie – wieś w Polsce położona w województwie wielkopolskim, w powiecie poznańskim, w gminie Pobiedziska. Należy do sołectwa Kołata.
W latach 1975–1998 miejscowość administracyjnie należała do województwa poznańskiego.
Nazwa wsi wywodzi się od osady służebnej zamieszkanej przez kowali znanej już w XIII wieku. 
Wieś należała do rodu Czewoja, wywodzili się stąd Kowalscy, a później (od 2 poł. XIX w. do 1945) do rodziny von Treskow.
Wieś leży na północnym brzegu doliny rzeki Głównej nad Jeziorem Kowalskim, które powstało przez spiętrzenie jej wód. Brzegi zbiornika są wykorzystywane rekreacyjnie. Obok dawnej, typowo wiejskiej, zabudowy powstały działki letniskowe.